# Константин Груев
Константин (Костадин) Василев Груев с псевдоним Дервентски е български революционер, лерински деец на Вътрешната македоно-одринска революционна организация.

## Биография
Груев е роден в 1869 година в Битоля, тогава в Османската империя. В 1889 година завършва с четвъртия випуск на българската гимназия в Солун и става учител. Работи в Кичево, Костур, Крива паланка, Воден, Лерин и други места. В 1895 година влиза във ВМОРО и в 1902 – 1903 година, когато е учител в Лерин е и член на околийския революционен комитет. Член е на Прилепския революционен комитет.
В 1903 година, преди Илинденско-Преображенското въстание е арестуван и осъден на смърт, но през 1904 година е амнистиран.
След 1907 година семейството му живее в Преслав, Шумен и Пловдив.
При избухването на Балканската война в 1912 година е доброволец в Македоно-одринското опълчение и служи в Продоволствения транспорт.
Член е на Шуменското македонско благотворително братство В 1922 година участва в учредяването на шуменския клон на Илинденската организация.
Негов син е политикът и учен Кирил Груев.. Има и по-малка от сина дъщеря Марица Груева, работила като начална учителка.
Умира на 21 март 1933 година в Пловдив.
- Свидетелство на Константин Груев от Солунската гимназия, 18 юни 1883 г.

## Мемоари
- „Из моите спомени в Македония през 1896-1905“ (Фонд 337 Б в Държавен архив, необработен)[5]
- Груев, Константин. Из мойте спомени в Македония през 1896-1905 год. За мойте деца //   Струмски. Посетен на 21 април 2022 г.
- Груев, Константин Василев. Од моите спомени.   Скопје, Матица Македонска, 1975. (на македонска литературна норма)